# Scipione Caffarelli Borghese
Scipione Borghese Caffarelli (Artena, 1 de septiembre de 1577 - Roma, 2 de octubre de 1633) fue un cardenal católico, arzobispo de Bolonia (1610-1612). Era sobrino de Camillo Borghese, quien fue elegido papa como Pablo V en 1605.
Procedente de una familia noble de Siena, que en el siglo XVI se estableció en Roma, en esta ciudad el cardenal gastó la mayor parte de su inmensa fortuna, en la construcción y restauración de castillos, palacios e iglesias.
Llegó a ser conocido como el patrón y mecenas de grandes artistas de renombre. Entre 1613 y 1616, construyó la Villa Borghese Pinciana en el monte Pincio, en Roma, donde reunió su famosa colección de arte, de la que procede la Galería Borghese.
En 1621 se convirtió en camarlengo del Sacro Colegio y permaneció en el cargo unos dos años, en lugar de uno como era costumbre. Luego participó en dos cónclaves: el de 1621, que eligió al Papa Gregorio XV y el de 1623, que eligió al Papa Urbano VIII.
Murió el 2 de octubre de 1633 en su palacio romano, a la edad de 56 años, y su cuerpo fue enterrado en la Basílica de Santa María la Mayor.